# دائرة المسيلة
دائرة المسيلة هي إحدى دوائر ولاية المسيلة الجزائرية.